# Glory (canção de Common & John Legend)
"Glory" é uma canção performada pelos cantores estadunidenses Common e John Legend. Ela foi escrita por Legend, Common e Che Smith. A canção foi lançada em 11 de dezembro de 2014 pela Columbia Records como a música-tema do filme Selma (filme), as manifestações "Marchas de Selma a Montgomery" que ocorreram em 1965. Common coestrelou o filme, no papel de um líder do movimento dos direitos civis dos negros nos Estados Unidos.
Comercialmente a canção chegou a 49º posição na Billboard Hot 100. Teve seu videoclipe  dirigido pela Paramount Pictures e lançado em 12 de janeiro de 2015. O single recebeu o premio de Melhor Canção Original nas cerimonias do Oscar 2015 e Globo de Ouro.

## Música e vídeo
Common coestrelou o filme Selma (filme), e interpretou "Glory", música tema do filme.
O vídeo da música foi dirigido pela Paramount Pictures. Ele foi lançado em 12 de janeiro de 2015 no canal de Common na plataforma VEVO. O vídeo tem como astros principais os próprios interpretes da canção. O vídeo inclui imagens do filme, começa com Legend tocando piano e cantando em seguida, com o rap de Common em local diferente.

## Performances ao vivo
"Glory" foi performado por Legend e Common  no programa de televisão estadunidense Good Morning America, em 5 de janeiro de 2015.
Em 08 de fevereiro de 2015, a dupla cantou a música como ponto culminante aos Grammy Awards de 2015, realizado no Staples Center, em Los Angeles, Califórnia.
Legend e Common executaram "Glory" na cerimonia do Oscar 2015, em 22 de fevereiro de 2015. A canção ganhou um Oscar de Melhor Canção Original.

## Performance comercial
"Glory" estreou na 92º posição na Billboard Hot 100, se tornando a quarta canção de autoria de Common a entrar na parada.

## Faixas e formatos
| Descarga digital |         |         |  |
| N.º              | Título  | Duração |  |
| 1.               | "Glory" | 4:32    |  |

## Prêmios e indicações
| Ano  | Cerimonia                                 | Indicação                                        | Resultado    |
| ---- | ----------------------------------------- | ------------------------------------------------ | ------------ |
| 2014 | African-American Film Critics Association | Melhor Canção                                    | Venceu       |
| 2015 | Oscar 2015                                | Melhor Canção Original                           | Venceu       |
| 2015 | Critics' Choice Movie Awards              | Melhor Canção                                    | Venceu       |
| 2015 | Georgia Film Critics Association          | Melhor Canção Original                           | Venceu       |
| 2015 | Golden Globe Award                        | Melhor Canção Original                           | Venceu       |
| 2015 | Houston Film Critics Society Awards       | Melhor Canção Original                           | Indicado     |
| 2015 | Iowa Film Critics                         | Melhor Canção                                    | Vice-campeão |
| 2015 | Black Reel Award                          | Melhor Canção Original ou Melhor Canção Adaptada | Pendente     |

## Desempenho nas paradas
| Paradas (2015)                               | Melhor posição |
| -------------------------------------------- | -------------- |
| Austrália (ARIA)                             | 62             |
| Áustria (Ö3 Austria Top 75)                  | 47             |
| Bélgica (Ultratop 50 de Flandres)            | 74             |
| Bélgica (Ultratop Flanders Urban)            | 38             |
| Bélgica (Ultratop 50 da Valônia)             | 40             |
| Espanha (PROMUSICAE)                         | 25             |
| Estados Unidos (Billboard Hot 100)           | 49             |
| Estados Unidos (Billboard Adult R&B Songs)   | 12             |
| Estados Unidos (Billboard R&B/Hip-Hop Songs) | 18             |
| Estados Unidos (Billboard Hot Rap Songs)     | 11             |
| França (SNEP)                                | 65             |
| Irlanda (IRMA)                               | 39             |
| Reino Unido (UK Singles Chart)               | 62             |
| Suíça (Schweizer Hitparade)                  | 38             |

## Histórico de lançamento
| País           | Data                   | Formato          | Gravadora        | Ref.  |
| -------------- | ---------------------- | ---------------- | ---------------- | ----- |
| Estados Unidos | 11 de dezembro de 2014 | Descarga digital | Columbia Records | [ 8 ] |